# BDF-3299
BDF-3299は、みなみのうお座にある銀河。赤方偏移は7.109で、地球からは129億光年の距離にある。